# 冨田儀作
冨田 儀作（富田 儀作、とみた ぎさく、1858年〈安政5年〉11月3日ｰ 1930年〈昭和5年〉8月27日）は、日本の実業家。
1899年に朝鮮へと渡り、その後の生涯を朝鮮で送る。数多くの会社の取締役を務めるなど、朝鮮の社会事業に貢献した。

## 生涯
1858年、摂津国川辺郡中谷村（現兵庫県川辺郡猪名川町）に生まれる。実母の実父（本人からみれば祖父）である富田太郎右衛門の二男として育てられた。
富田家は大庄屋であったが、家の経済状況が悪化したため、16歳の時に自ら申し出て奉公に出る。1897年に友人の誘いで樟脳製造会社の支配人として台湾に渡り、てん草と鰹節、台湾米の事業で成功したのち、1899年に京城の支店長に任ぜられて朝鮮に赴任する。鎭南浦を拠点に、多くの社会事業に携わった。
1930年8月27日、朝鮮で没した。死因は肺炎や胃炎など複数の症状が併発したことによる、全身の衰弱と呼吸困難である。

## 栄典
位階
- 正六位（1924年〈大正13年〉2月11日）[3]
- 従五位（1930年〈昭和5年〉8月27日）[4]

勲章
- 藍授褒章（1912年〈大正元年〉12月12日）[5]
- 勲六等瑞宝章（1915年〈大正4年〉11月10日）[6]

## 余談
- 内務省次官や朝鮮総督府政務総監などを務めた下岡忠治とは同郷である。同時期に同じ寺子屋に通っていたほか、1872年の学校令をもとに郷里に学校が設置されるにあたって富田が助教師を務めた際には教師として下岡に対し教鞭をとっていた。[7]下岡の死後に出版された『三峰下岡忠治伝』には富田による追悼の寄稿がされている。
- 甥に富田熊作がいる。